# Louis Antoine Fauvelet de Bourrienne
Louis Antoine Fauvelet de Bourrienne (9. července 1769 Sens – 7. února 1834 Caen) byl francouzský hrabě, císařský sekretář, státní ministr a policejní prefekt.

## Život
Narodil se 9. července v Sens. Studoval na vojenské škole v Brienne, kde se mimo jiné seznámil s Napoleonem Bonaparte, který studoval tamtéž. Následně absolvoval práva v Paříži a získal místo tajemníka vyslance ve Württembersku. Když roku 1789 vypukla Velká francouzská revoluce, bylo vyslanectví ve Württembersku zrušeno a Bourrienne přišel o místo. V důsledku toho trpěl finanční krizí a žil v chudobě, a to až do roku 1797, kdy se opět setkal se svým starým známým Napoleonem. Ten se Bourienneho ujal a přidělil mu místo svého osobního sekretáře. Bourrienne se na této pozici osvědčil, provázel Napoleona do Egypta a po státním převratu a vzniku císařství byl povýšen do funkce státního rady, přičemž funkce osobního Napoleonova sekretáře mu byla ponechána. Kvůli přijímání úplatků byl však brzy zbaven funkcí. V roce 1804 dostal druhou možnost a byl Napoleonem vyslán do Hamburku, aby vyjednal připojení hanzovních měst k říši. Protože ale vyšly najevo jeho nové úplatkářské aféry, byl z Hamburku odvolán. Po Napoleonově abdikaci přivítal a podpořil restauraci Bourbonů a dal se do jejich služeb, respektive do služeb ministra Talleyranda. Získal místo generálního ředitele Francouzských pošt a brzy poté místo ministra policie. Z této pozice prováděl krutý teror proti Napoleonovým přívržencům. Po útěku Napoleona z Elby byl Ludvíkem XVIII. vyslán do Hamburku a po Waterloo byl jmenován státním radou, posléze státním ministrem a členem sněmovny. Zastával silně ultraroyalistické názory a byl velkým stoupencem Bourbonů. Neustále ovšem trpěl finanční krizí a roku 1728 kvůli dluhům uprchl do Belgie. Zde sepsal své paměti, s nimiž slavil ve Francii úspěch a na čas tak vyřešil svou finanční situaci. Od 1732 se u něho začala projevovat závažná psychická choroba, kvůli které byl internován v ústavu pro psychicky choré v Caen, kde 7. února 1834 také zemřel.